# Antoni Piekałkiewicz
Antoni Piekałkiewicz z domu Gradziewicz (ur. 9 października 1949 we Wrocławiu) – działacz opozycji antykomunistycznej w PRL.
Członek Konferederacji Polski Niepodległej i NSZZ Solidarność (m.in. na terenie Krakowa i Małopolski, m.in. szef Samodzielnego Rejonu Wydzielonego KPN – Kraków). Kolporter i wydawca wspólnie z Wojciechem Pęgielem pism drugoobiegowych (m.in. pisma „6 Sierpnia”). Współorganizator głodówki protestacyjnej w Nowym Bieżanowie oraz licznych demonstracji patriotycznych w latach 80. Współorganizator corocznego Marszu Szlakiem I Kompanii Kadrowej. Instruktor Związku Strzeleckiego i Związku Piłsudczyków. Odznaczony przez Przewodniczącego Rady Ochrony Pamięci Walk i Męczeństwa Złotym Medalem Opiekuna Miejsc Pamięci Narodowej oraz przez Prezydenta Krakowa Odznaką „Honoris Gratia”.
30 września 2004 Instytut Pamięci Narodowej nadał mu status osoby pokrzywdzonej przez SB. 8 listopada 2007 za działalność niepodległościową odznaczony przez Prezydenta RP Lecha Kaczyńskiego Krzyżem Oficerskim Orderu Odrodzenia Polski, a w 2016 przez Andrzeja Dudę Krzyżem Wolności i Solidarności. W 2018 wyróżniony Medalem „Pro Bono Poloniae”. W 2021 odznaczony Krzyżem Komandorskim Orderu Odrodzenia Polski.
Wszedł w skład komitetu wspierającego kandydaturę Karola Nawrockiego na prezydenta RP w wyborach w 2025.